# 孫莊子
孙莊子（?—?），姬姓、孙氏，名紇，中国春秋时期卫国人，惠孫的玄孙，孙良夫的爷爷。
卫成公流亡到陈国，宁武子、孙庄子在宛濮结盟，然后国君回国。子贡曾经向卫出公提起这件事情。